# Motu Nao
Motu Nao, anderer Name: Rocher Thomasset (frz. Thomasset-Fels, auch Roche de Thomasset geschrieben) ist eine kaum hundert Quadratmeter große Felsinsel im Pazifik, die geografisch zu den Marquesas-Inseln und politisch zu Französisch-Polynesien (Gemeinde  Fatu Hiva) gehört. Sie ist die Spitze eines untermeerischen Vulkans, der bis in 500 Meter Entfernung von der Insel nur Tiefen bis 41 Meter aufweist. Die Insel wird auf älteren Karten auch Ariane oder Ariane Rock genannt, nach der Mitte des 19. Jahrhunderts zum französischen Pazifikgeschwader gehörenden Korvette L'Ariane. Motu Nao liegt 22 km nordöstlich von Fatu Hiva und sollte nicht verwechselt werden mit dem Motu Nao Nao, einer kleinen Sandinsel an der Südspitze von Raiatea.
Die Insel ist unbewohnt und vegetationslos. Ihr höchster Punkt liegt nur 4 m über dem Meeresspiegel.